# Schmaler Temmensee
Der Schmale Temmensee ist ein natürlicher See in der Gemeinde Temmen-Ringenwalde im Landkreis Uckermark (Brandenburg). 

## Lage und Hydrographie
Der Schmale Temmensee ist ein in Ost-West-Richtung lang gestreckter See von über 900 Meter Länge mit einer maximalen Breite von etwas über 200 Meter. Er liegt vollständig auf der Gemarkung von Temmen (heute Gemeinde Temmen-Ringenwalde), und damit im Biosphärenreservat Schorfheide-Chorin. Er liegt außerdem im Naturschutzgebiet Poratzer Moränenlandschaft.
Der Schmale Temmensee hat eine Fläche von 11,3 ha (ca. 13 ha) und ist 7 m tief (4 m tief). Der 1994/95 bestimmte Trophie-Index 2,5 liegt an der Grenze von mesotroph zu eutroph. Er hat eine stabile Schichtung.

## Geschichte
Der See erscheint 1605 in der Schreibweise nach dem Schmalen Temmen erstmals in der Urkunden. 1745 heißt er Temmen der Schmale und 1826 ist er Schmaller Temmen geschrieben. Der Name rührt von einer aplb. Grundform * Temn- zu * temn- = dunkel. Nach den Gewässernamen Brandenburgs ist der benachbarte Düstersee lediglich eine deutsche Übersetzung des ursprünglichen slawischen Namens Temmen(see). Dass es ursprünglich zwei Seen dieses Namens gab, deutet auch der Zusatz schmal für den Schmalen Temmensee an, der ansonsten nicht nötig gewesen wäre.